# Nendoroid
La gamme Nendoroid est une collection d'action figure de l'éditeur japonais Good Smile Company, composée de figurines dites "Super Deformed" et qui a la particularité de posséder plusieurs points d'articulations ainsi que plusieurs visages permettant une mise en scène.

## La gamme Nendoroid
Les Nendoroid sont essentiellement édités par Good Smile Company, mais cette dernière permet à d'autres éditeurs d'en produire sous licence. Entre autres, Phat!, FREEing et Max Factory ont sorti des Nendoroid sous leur marque. 
Les tirages moyens de la gamme Nendoroid (chez Good Smile) sont de l'ordre de 20 000 pièces, selon le PDG de l'entreprise, M. TAKANORI.
La première Nendoroid éditée est celle de Neko Arc en avril 2006. Elle porte le no 00 (la gamme n'existait pas à ce moment) et était vendue 3 000 yens. Aujourd'hui (2010) une figurine de la gamme est vendue entre 3 000 et 4 200 yens et s'étend jusqu'au numéro 540.
Good Smile Company avait réservé le numéro 100 pour une figurine assez particulière et a annoncé en juin 2010 : la Nendoroid de Mickey Mouse !
La taille standard de chaque statuette est de 100 mm. Cela ne correspond à aucun format, les Nendoroid étant des figurines sans échelles dont le visage est démesuré comparativement au reste du corps.
Chaque figurine est articulée au niveau du cou et des genoux. Le prix varie d'une Nendoroid à une autre, selon le nombre de visages, les accessoires supplémentaires fournis ainsi que sur l'exclusivité. Chaque figurines possèdent des accessoires interchangeables compatibles les uns avec les autres. Il existe aussi des Nendoroid dites Full-Action qui possèdent une articulation supplémentaire au niveau des coudes.
La Nendoroid s'étant le plus écoulé est celle du personnage de Miku Hatsune (de Vocaloid) qui aura vu 120 000 pièces s'écouler dans le monde et qui a été ré-édité 5 fois.
Les licences exploitées dans la collection Nendoroid sont aussi variées que Love Plus, Vocaloid, Bakemonogatari, Touhou Project, K-ON!, Death Note, Lucky Star, La Mélancolie de Haruhi Suzumiya, Fate/stay night, Queen's Blade, Black Rock Shooter ou encore Strike Witches.
Les premières Nendoroid ont été réalisées par un sculpteur (ou un groupe de sculpteurs) connu sous le pseudonyme de Nendoron. C'est ce pseudonyme qui est crédité sur la quasi-totalité des productions de la gamme à ce jour. Son identité réelle est inconnue.
En japonais nendo signifie "terre cuite", la terre argileuse, souple et flexible servant aux créations architecturales et décoratives et on utilise par extension ce terme pour désigner cette gamme.
| Année  | 2006 | 2007 | 2008 | 2009 | 2010 | 2011 | 2012 |
| ------ | ---- | ---- | ---- | ---- | ---- | ---- | ---- |
| Nombre | 5    | 23   | 30   | 41   | 44   | 64   | 58   |

### Les Nendoroid-Petit
La gamme Nendoroid-Petit est le pendant "mini" des Nendoroid. Elle se caractérise par des sets de plusieurs figurines vendues ensemble et d'autres vendues au hasard en boites scellées.
Le mot "petit" (en français) étant utilisé pour signifier la taille réduite de ces statuettes (65 mm) par rapport à la gamme principale. À noter que le logo indique correctement le mot, mais que l'éditeur s'évertue à transcrire "petite" sur les pages de son site web.
Le plus grand succès dans la collection Nendoroid-Petit est sans conteste les sets issus de la licence Vocaloid, ceux-ci s'étant vendus à plus de 850 000 unités.
Les licences exploitées dans la collection Nendoroid-Petit sont aussi variées que Idolm@ster, Vocaloid, Bakemonogatari, Touhou Project, Death Note, Lucky Star, La Mélancolie de Haruhi Suzumiya, Magical Girl Lyrical Nanoha et plus récemment K-ON!

### Les Nendoroid Plus
La gamme Nendoroid Plus comprend les productions siglées Nendoroid qui n'entrent dans aucune autre catégorie telles que les peluches, les Nendoroid à format spécial, et les porte-clés.

### Les Nendoroid Playset
L'éditeur japonais Phat!, sous licence Good Smile, produit divers "set" d'éléments de décors à thème pour la gamme Nendoroid.
On retrouve des univers scolaires, d'intérieurs voire culturels typiquement japonais.
Ces sets d'environ 160 mm de hauteur sont vendus un peu moins de 2 000 yens.